# Stazione di Gallipoli Porto
La stazione di Gallipoli Porto è la fermata ferroviaria dell'omonima cittadina jonica posta sulla linea Lecce-Gallipoli e gestita dalle Ferrovie del Sud Est (FSE).
L'impianto ferroviario si trova al porto di Gallipoli. Oltre il paraurti, si intrave la presenza di un tratto di binario che dalla fermata Gallipoli Porto giungeva fino alle banchina portuale, attraversando l'attuale parcheggio auto. 
La stazione è chiusa e inattiva dal 2017.

## Storia
La fermata venne inaugurata il 1º novembre 1885; dopo un periodo di chiusura, venne riattivata il 15 luglio 1995. Continuò il suo esercizio fino al 1996. Dopo diciassette anni di chiusura nel marzo 2013 il tratto tra la stazione di Gallipoli e la fermata è stato riattivato per fini turistici..
La sua riapertura a fini turistici è stata particolarmente complessa soprattutto a causa del pericoloso passaggio a livello senza barriere, presente prima della stazione stessa, che ha richiesto la presenza dei Vigili urbani per garantire il transito del treno straordinario in piena sicurezza.

Nel 2017 viene proposto e da più parti auspicato il ripristino della tratta per un potenziato uso turistico e nel quadro di un servizio metropolitano di superficie.

## Caratteristiche
La fermata è dotata di un solo binario e di una banchina.

## Servizi
La fermata non dispone di alcun servizio.

## Movimento
Nel 2025 non sono presenti corse che hanno origine o destinazione in questa stazione.